# جزیره توری
جزیره توری، یا به سادگی توری، جزیره ای است که در فاصله ۱۴٫۵ کیلومتری (۷+۳/۴ مایل دریایی) از ساحل شمال غربی شهرستان دانیگول در شمال غربی اولستر، یک استان در شمال ایرلند واقع شده است. این جزیره به‌طور رسمی با واژه ایرلندی Toraigh شناخته می‌شود، اگرچه به این شکل نوشته شده است اما مانند متن انگلیسی تلفظ می‌شود. این جزیره دورافتاده‌ترین جزیره مسکونی ایرلند است. نام توری (toraigh) به معنی "محل بلندی‌های سنگی شیب‌دار " است.